# Blechnum cartilagineum
Blechnum cartilagineum es una especie de helecho de la familia Blechnaceae. Es originaria del este de  Australia. 

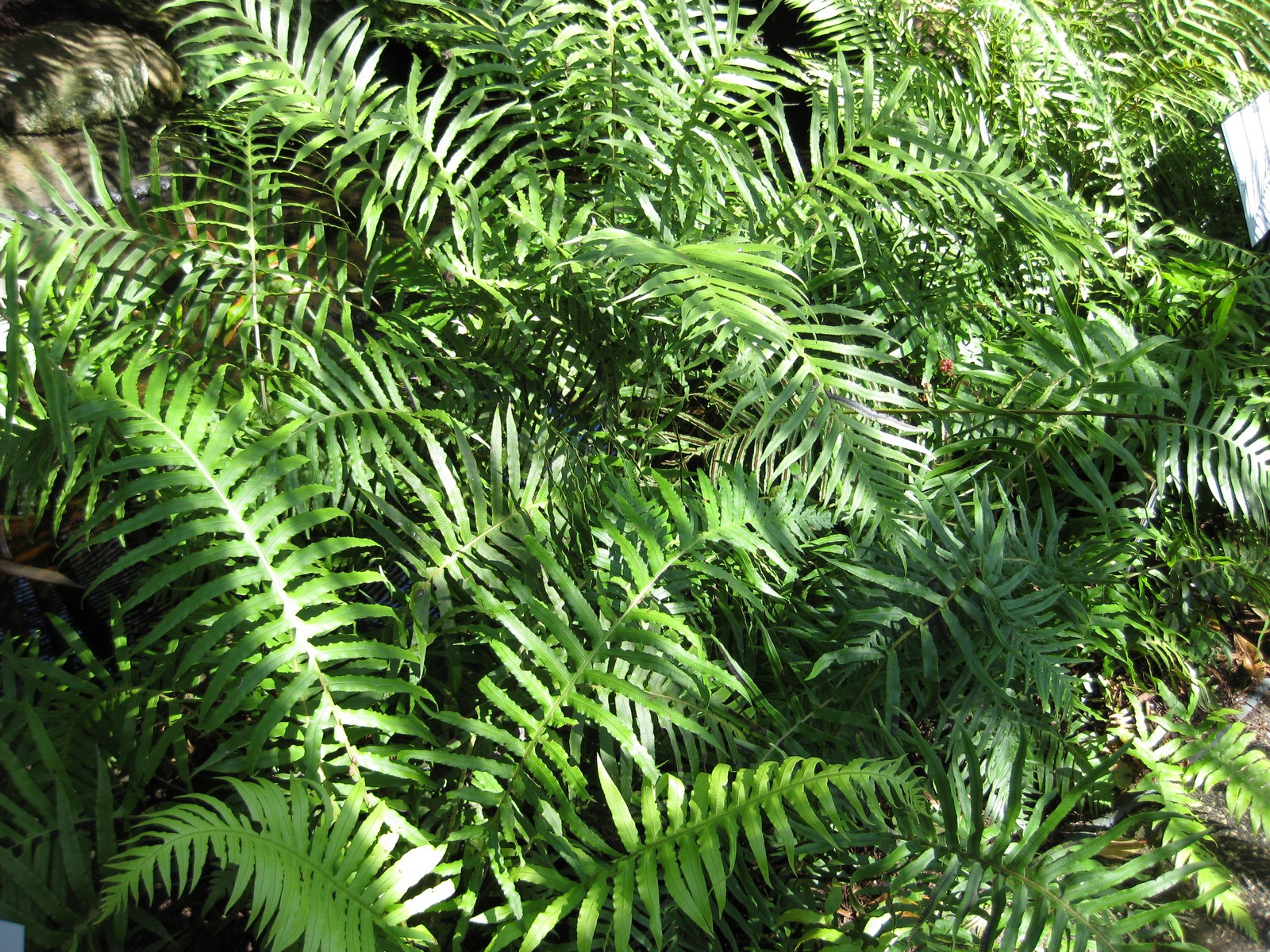
Detalle de la planta

## Descripción
Es un helecho con rizoma rastrero corto, estípites cubiertas de escamas negras. Las frondas erectas, agrupadas, todo ± similares, pinnadas a pinnatisectas, normalmente de 50-100 cm de largo, a menudo de color rosa cuando son jóvenes, de color verde pálido posteriormente y ± duras cuando están maduras, por lo general los segmentos no reducen notablemente su tamaño hacia la base.
Las frondas estériles con segmentos de 10-15 cm de largo, 10-15 mm de ancho y dentadas , unidos por las bases generales; las frondas fértiles con segmentos de 10-15 cm de largo, 5-10 mm de ancho.

## Distribución y hábitat
Especie resistente de helecho se encuentra en los bosques abiertos y la selva de Nueva Gales del Sur.

## Taxonomía
Blechnum cartilagineum fue descrita por Olof Swartz  y publicado en Synopsis Filicum: 114, 312 1806.
Sinonimia
- Blechnopsis cartilaginea (Sw.) C.Presl  basónimo
- Spicanta cartilaginea (Sw.) Kunze
- Salpichlaena cartilaginea (Sw.) Trevis.
- Blechnum cartilagineum Sw. var. cartilagineum
- Blechnum cartilagineum var. woodwardioides Luerss.
- Blechnum cartilagineum var. tropica orth. var. F.M.Bailey
- Blechnum cartilagineum var. tropicum F.M.Bailey
- Blechnum cartilagineum var. appendiculatum Domin
- Blechnum cartilagineum var. normale Domin
- Blechnum nitidum C.Presl i[3][4]